# La Huérfana
La Huérfana es una entidad de población española del municipio de Gejuelo del Barro, perteneciente a la provincia de Salamanca, en la comunidad autónoma de Castilla y León.

## Toponimia
El lugar puede aparecer referido como «La Huérfana» y «Huérfana».

## Historia
Hacia mediados del siglo XIX, el lugar ya pertenecía a Gejuelo del Barro. Aparece descrito en el noveno volumen del Diccionario geográfico-estadístico-histórico de España y sus posesiones de Ultramar de Pascual Madoz con las siguientes palabras:

HUERFANA: deh. en la prov. de Salamanca, part. jud. de Ledesma, térm. jurisd. de Gejuelo del Barro (1/2 leg.). Tiene monte de encina y algun roble con pastos que aprovecha el ganado.
(Madoz, 1847, p. 293)

En 2023, la entidad singular de población tenía empadronado un único habitante.